# Зависност од друштвених мрежа
Зависност од друштвених мрежа је психичко стање узроковано прекомерном употребом друштвених мрежа. Мишљење стручњака широм света, међу којима се истиче професор Димитри Христиакис, који је иначе уредник ЈАМА Педиатрикс (JAMA Pediatrics), мада још увек није званично увршћена под психопатолошке болести, сада већ приметно добија на значају како по распрострањености тако и у свести шире јавности као потенцијално опасно стање са многим сличностима са познатим и описаним поремећајима”, и има шансе да постане “епидемија 21. века. Он такође истиче како “ми као да смо у центру неконтролисаног експеримента природе који се спроводи на наредну генерацију деце. Дијагноза зависности од друштвених мрежа није препозната од стране “Приручника за дијагностику и статистику поремећаја менталног здравља. Ипак, стручњаци у пољу поремећаја недостатка пажње хиперактивношћу сагласни су да се ненамерна последица друштвених мрежа код неких људи испољила у виду психолошких проблема у развоју у периоду детињства и/или адолесценције.  Ово је посебно изражено код деце која имају предиспозицију за ПНПХ.
Широм света стручњаци се баве овом темом са научне тачке гладишта. Национални Институт за здравље у децембру 2018. је забележио упис од 11.834 младих људи на којима је рађена студија компјутерске томографије (неуроимаџинг), ова студија бележиће бројне факторе током развоја у детињству, између осталог и последице проистекле временским периодом проведеним пред екраном било које врсте.  Друштвене мреже су често водиле до промена начина размишљања код деце, узајамног деловања, али и току развоја, па тако међу испитаницима има позитивних примера, али и оних који су изразито негативни. (28) Мада се примери  проблема са менталним здрављем бележе кроз историју, научници до данас остају недоречени у чему се огледа веза између друштвених мрежа и менталног здравља популације какву бележимо данас. Изгледа да су они условљени те тако зависе од сличаја до случаја, али и платформе односно конкретне друштвене мреже која се узима у обзир. Сасвим сигурно је доказано поклапање дијагноза хроничне зависности од интернета са ПНПХ ( поремећај недостатка пажње (праћен/манифестован) хиперактивношћу).
Они који имају ризик од ПНПХ-а су у опасности да развијуи друге психичке поремећаје уколико се не лече, нарочито у условима хроничног недостатка сна.

## Историјат
Почетак друштвених мрежа обележио је SixDegrees.com(ШестСтепени) 1997, платформом која је подразумевала да се свака особа на планети може повезати путем “Шест Степена Одвајања (Six Degrees of Separation). Већ 2000. године број интернет корисника порастао је на 100 милиона људи, а MySpace (Мој Простор) платформу памтимо као први прави талас употребе друштвених мрежа који је уследио. Фејс Бук (FaceBook) долази 2004, да би у овом тренутку број корисника Фејс Бук-а достигао 2,27 милијарде. Фејс Бук Корпорација (FaceBook Inc) власник је и других платформи сличне природе, те су Инстаграм (Instagram) и Вац Ап (What’sApp) припадајући огранци овог интернет гиганта.
Интернет зависност препозната је као поремећај већ дужи низ година, и то пре свега у Кини и Јужној Кореји. Највећи број истраживања на тему ослања се пре свега на поремећаје зависности од компјутерских игара пре него друштвених мрежа.
Група научника доказала је да припаднице нежнијег пола, дакле жене или девојчице имају веће предиспозиције ка потенцијалном развоју зависности од друштвених мрежа у поређењу са мушкарцима или дечацима. Припаднице женског пола генерално ређе развију, те су последично ређе на терапији ПНПХ-а (поремећај недостатка пажње хиперактивношћу).
Поремећај недостатка пажње хиперактивношћу (ПНПХ), поремећај је у развоју психичке природе, те се као такво третира индивидуално од стране како лекара тако и придружених стручњака у Здравству.

## Психолошки развој
Од узраста новорођенчета па све до раних двадесетих година, на милијарде неурона бива одстрањено у процесу учења и развојем међусобних веза међу њима. Тренутна теорија говори да овај процес може бити угрожен као последица друштвених мрежа када говоримо о осетљивим припадницима популације. Ово се може одразити у виду симптома ПНПХ-а, међу којима су емоционална нестабилност, немогућност фокуса, хиперактивност и немир.
ПНПХ третира се на индивидуалној основи, у зависности како од појединца тако и од комбинације насталих поремећаја, а третман је најчешће успешан и без икаквих лекова. У неким случајевима ПНПХ остаје присутан и у каснијој животној доби.
Једна од теорија еволуције тврди да су гени који воде ка ПНПХ-у претходно били прилагодљиви, па тако многи људи имају сличне проблеме те врсте. Наиме, друштвене мреже су само погоршале ове проблеме, и то толико да су сви млади људи код којих је претходно установљена генетска предиспозиција ка зависношћу неке врсте данас под високим ризиком од развијања зависности према било којој адиктивној супстанци.

## Стратегије
Друшвене мреже попут Фејсбук-а и сличних, на мети су све озбиљнијих критика последњих година. Људи широм света радиће континуирано у годинама које су пред нама са циљем проналаска решења за ове проблеме. Све ове теорије донедавно су сматране контроверзним.  Како наука значајно напредује, постаје јасно да су горенаведене теорије упркос контроверзама које их прате заправо тачне.

### Педијатрија
Професор Димитри Христиакис, ЈАМА Педијатрија (JAMA Pediatrics), водећи је аутор програма за породицу јавно доступног за употребу свима на свету.  Он посебно препоручује редитељима “избегавање употребе дигиталних медија, изузев видео позива, код деце млађе од 18 односно 24 месеца.”
Тренутна истраживања не дају нам тачно научно образложење која количина времена проведена испред малих и великих екрана на друштвеним мрежама представља опасност, и где је тачно граница када говоримо о деци. Ипак, Америчка Педијатријска Академија саветује не више од “једног сата дневно”, али чак и онда уз проверу квалитета садржаја, пре свега када се говори о деци узраста 2-5 година старости. Професор Христиакис пре свега препоручује родитељима “морате бити опрезни шта технологија замењује у животу ваше деце”, те да уз осврт на горенаведено не саветује ограничавање употребе друштвених мрежа и других технолошких достигнућа. Забележио је прве резултате истраживања које укључује употребу правих играчака у односу на Ај Пед (iPad) спроведеног у Дечијој Болници Сијетл у покушају да примете разлике у понашању деце најранијег узраста у односу на то коју ће играчку од напред наведених “радије вратити... назад”, ово истраживање је и даље у току, а званичне резултате очекујемо у периоду пред нама.

### Антропологија
Професор Данијел Милер (Daniel Miller) са Универзитета Колеџ Лондон (University College London), започео је 2018. године педогодишњу студију под именом “АССМ”, Антропологија смартфона, старења и менталног здравља, која се састоји од десет истовремених етнографија широм света у трајању од петнаест месеци. Он наводи да су ефекти друштвених мрежа специфични, индивидуални и директно зависе од географског положаја и културолошког поднебља. Даље тврди како ће “особа атипичног карактера за своје окружење врло вероватно одбацити ове тврдње као површне. Антрополог их ипак схвата озбиљно, саосећајно проучавајући сваки облик употребе дигиталних технологија у смислу ширег друштвеног и културолошког контекста.
Даље наставља истраживање утицаја друштвених мрежа на глобалном нивоу уз помоћ савремених технологија, конкретно путем бесплатног онлајн курса “Антропологија друштвених мрежа: Зашто Објављујемо?” у трајању од пет недеља. Курс је заснован на истраживању спроведеном од стране девет антрополога од којих је сваки провео по петнаест месеци на терену, и то у Бразилу, Чилеу, урбаној и руралној Кини, Индији, Енглеској, Тринидад и Тобагоу, те Турској.” Одсек Антропологије Универзитета Колеџ у Лондону поред напред наведеног објављује бесплатне садржаје и књиге својих истраживања на тему путем интернета.

### Уметници и писци
Др. Лин Кели (Lynne Kelly) држава Викторија у Аустралији, објавила је књигу под насловом Меморијски Код (The Memory Code). Ова публикација бави се препознавањем моћних техника памћења којима су се користили домородци свих крајева света. Она је дошла до сазнања да је управо ова древна техника памћења тајна која стоји иза невероватних камених споменика попут Стоун Хенџа (Stonehenge), који толико дуго представљају загонетку археолозима. Пролећни програм библиотеке златних поља 2016. промовисао је могућност да млади писци стекну увид из Меморијског Кода Др. Лин који открива тајне Стоун Хенџа. Исто тако, наведени програм промовисао је могућност да старији суграђани лакше овладају савременим достигнућима попут друштвених мрежа, музике на интернету (iTunes), интернет библиотеком (eLibrary) и другим.

### Психологија
Психолози раде на реинтерпретацији концепта зависности од смартфона, ПНПХ и зависношћу од друштвених мрежа више година уназад. Угледни шпански психолог Марино Перез-Алварез објавио је 2015. да нам је неопходно над-научни и филозофски систем процене, са онтолошким освртом на питање шта је заправо ПНПХ, а све то онда сагледати у епистемологичком смислу, односно како сама наука зна и обликује ово што сматрамо ПНПХ.
Научни часопис “Предводници у Психологији” (Frontiers in Psychology) има много истраживачких тема отворених за сарадњу и допринос широм света, а које се баве управо овим проблемима, истичући неурологију одлуке, психологија у развојном добу и друштвене мреже.

### Новинарство
Последњих пет година умногоме је повећана свест шире јавности на тему поремећаја недостатка пажње хиперактивношћу и зависности од друштвених мрежа. Бројни новинари како класичних тако и интернет медијских кућа извештавају о овој теми у годинама које су за нама. Децембра 2018. Комисија за заштиту потрошача Аустралије објавила је извештај који сугерише потребу за именовање постојећег, или стварања новог регулаторног тела за процену, праћење и извештавање о начину на који велике дигиталне платформе рангираји и презентују рекламе и вести.
Директор поменуте комисије, Род Симс (Rod Sims), по струци економиста који је претходно радио на унапређењу економског стања у Папуа Новој Гвинеји (Papua New Guinea), истиче да је њихова истрага довела до одређене забринутости у смислу кршења потрошачких и конкурентских права од стране одређених дигиталних платформи, те је конкретно пет оптужби ове врсте тренутно под истрагом Комисије за заштиту потрошача Аустралије како би се утврдило да ли је дошло до повреде у спровођењу права, и јесу ли права грађана и даље загарантована.
Њихов извештај даје прелиминарне препоруке са циљем обраћања Гугл-у и Фејс Бук-у у смислу промовисања већег избора за потрошаче. Предложено је ново регулаторно тело које би пратило алгоритме Гугл-а и Фејс Бук-а у циљу контроле саобраћаја односно онога што се крајњим корисницима/потрошачима нуди као резултат претраге. Фејс Бук се снажно противи увођењу контроле ове врсте описујући овај предлог као непотребан, невиђен те даље тврди како тако нешто немогуће спровести у пракси.
Бројне организације, поред новинара, већ неко време заступају тврдњу да свака земља на свету има потребу напред наведеног регулаторног тела, тј контроле алгоритма у употреби.

### Технологија
Свесни развоја ових проблема, бројне заједнице из поља савремених технологија у сарадњи са медицинским стручњацима континуирано раде на развоју потенцијалних решења. Интернет часопис “ADDitude” подржава интернет кориснике којима је дијагностикован ПНПХ или један од сличних поремећаја. Немачки старт ап развио је андроид телефон који употребу екрана смањује на минимум и фокусира се на ефикасност. Корпорација Новости (News Corp) објавила је бројне стратегије које се баве горе наведеним. Фејс Бук и Инстаграм најављују представљање најновијих могућности у оквиру својих платформи како би помогли корисницима који имају проблем зависности.  Вестпак Нови Зеланд (Westpac New Zealand) нема своју рекламу на друштвеним мрежама.

### Психијатрија
Развој психијатрије указује на чињеницу да ова грана медицине није толико прецизна као што је то на пример случај са неурологијом. Водећи се свим најбитнијим принципима медицинске етике у циљу анализирања, третирања менталног здравља и самим тим спречавања штетних исхода по ментално здравље. Психијатрија континуирано преиспитује сопствене закључке и дијагнозе, а све у циљу њиховог побољшања када и ако је то потребно. Чак и политичари у последње време стају на страну Психијатрије, конкретно тренутни градоначелник Калгарија у Канади, Нахед Ненши (Naheed Nenshi), који је током 2018. изјавио како би морали у ширем системском смислу сагледавати ментално здравље, болести зависности и превенцију криминала свеукупно.
Удружење ПНПХ Канаде одржало је конгрес новембра 2018. где су говорници између осталих били и Нахед Ненши (Naheed Nenshi), и професор Христиакис (Christiakis), уредник ЈАМА Педијатрије (JAMA Pediatrics). Психијатрија наставља да анализира, третира и подиже свест јавности о значају превенције ових глобалних проблема. Све је ово могуће захваљујући бројним конференцијама и конгресима на ову тему широм света.
КАДДРА (CADDRA) је Канадска непрофитна организација. Они позивају психологе, психијатре и друге медицинске стручњаке заинтересоване за ПНПХ да им се придруже. Чланови добијају приступ мрежи стручњака у пољу Здравства у Канади и иностранству. Придруженим члановима издаје се примерак интернационално признатх препорука на тему ПНПХ из Канаде, као и друге повластице и бенефиције.